# Lettlands Billie Jean King Cup-lag
Lettlands Billie Jean King Cup-lag representerar Lettland i tennisturneringen Billie Jean King Cup, och kontrolleras av Lettlands tennisförbund. 

## Historik
Lettland deltog första gången 1992. Lagets största framgång var åttondelsfinalen 1993.